# Фурнел
Фурнел (фр. Fournels) насеље је и општина у јужној Француској у региону Лангдок-Русијон, у департману Лозер која припада префектури Манд.
По подацима из 2011. године у општини је живело 375 становника, а густина насељености је износила 23,79 становника/km². Општина се простире на површини од 15,76 km². Налази се на средњој надморској висини од 943 метара (максималној 1.240 m, а минималној 909 m).

## Демографија
| 1962. | 1968. | 1975. | 1982. | 1990. | 1999. | 2011. |
| ----- | ----- | ----- | ----- | ----- | ----- | ----- |
| 435   | 347   | 311   | 336   | 340   | 324   | 375   |

График промене броја становника у току последњих година